# Mika Hanraths
Mika Timothy Hanraths (* 4. Juni 1999 in Berlin) ist ein deutscher Fußballspieler.

## Verein
Über die Vereine FC Hertha 03 Zehlendorf, VfB 03 Hilden und Fortuna Düsseldorf gelangte Hanraths in die Jugendabteilung von Borussia Mönchengladbach. Für die U19 der Gladbacher absolvierte er in der Spielzeit 2016/17 5 Einsätze mit einem Treffer in der UEFA Youth League. Im Sommer 2018 rückte Hanraths aus der U19 in die 2. Mannschaft der Borussia auf.
Bei der Zweitvertretung verbrachte er zwei Spielzeiten in der Regionalliga West. Neben seiner Hauptposition in der Innenverteidigung agierte Hanraths auch gelegentlich als Außenverteidiger. Im Sommer 2020 zog es ihn nach Gelsenkirchen, wo er sich der 2. Mannschaft des FC Schalke 04 anschloss. Mit dieser spielte er ebenfalls in der Regionalliga West und stand zudem in der Spielzeit 2021/22 im Profikader von S04. Hanraths blieb jedoch ohne Einsatz in der 2. Fußball-Bundesliga und verließ die Schalker im Sommer 2022.
Von Juli bis September 2022 war Hanraths vereinslos. Am 15. September 2022 schloss er sich dem 1. FC Bocholt an, welche zu diesem Zeitpunkt Aufsteiger in der Regionalliga West waren. Mit dem Verein konnte er zum Ende der Spielzeit 2022/2023 den Klassenerhalt feiern und im Niederrheinpokal das Halbfinale erreichen. Zur Spielzeit 2023/2024 zog es Hanraths dann zum Ligakonkurrenten aus Aachen. Bei der Alemannia war er fester Bestandteil des Kaders und avancierte am 20. Spieltag der Saison zum Mannschaftskapitän.
Hanraths gewann mit der Alemannia die Meisterschaft in der Regionalliga West und stieg in Folge mit dem Verein in die 3. Liga auf. Am 25. Mai 2024 gewann Hanraths mit der Alemannia das Finale im Mittelrheinpokal gegen den Bonner SC. Sein Debüt in Liga 3 feierte er schließlich am 3. August 2024 (1. Spieltag) beim 2:1-Auswärtserfolg über Rot-Weiss Essen.

## DFB-Juniorenauswahl
Zwischen 2015 und 2017 lief Hanraths für diverse U-Nationalmannschaften des DFB auf. Er gehörte zum Kader für die U-17-Fußball-Europameisterschaft 2016 in Baku, bei welcher Hanraths mit der Auswahl das Halbfinale erreichte.

## Erfolge
- Mittelrheinpokal-Sieger: 2024
- Regionalliga West-Meister & Aufstieg in die 3. Liga: 2023/24
- 2. Fußball-Bundesliga-Meister & Aufstieg in die Bundesliga: 2021/22 (Ohne Einsatz)